# Кланьи (дворец)
Шато Кланьи́ (фр. Le château de Clagny) — несохранившийся дворцово-парковый ансамбль маркизы де Монтеспан близ Версаля. Архитектор — Жюль Ардуэн-Мансар, создатель парка — Андре Ленотр.

## Замок для «султанши»

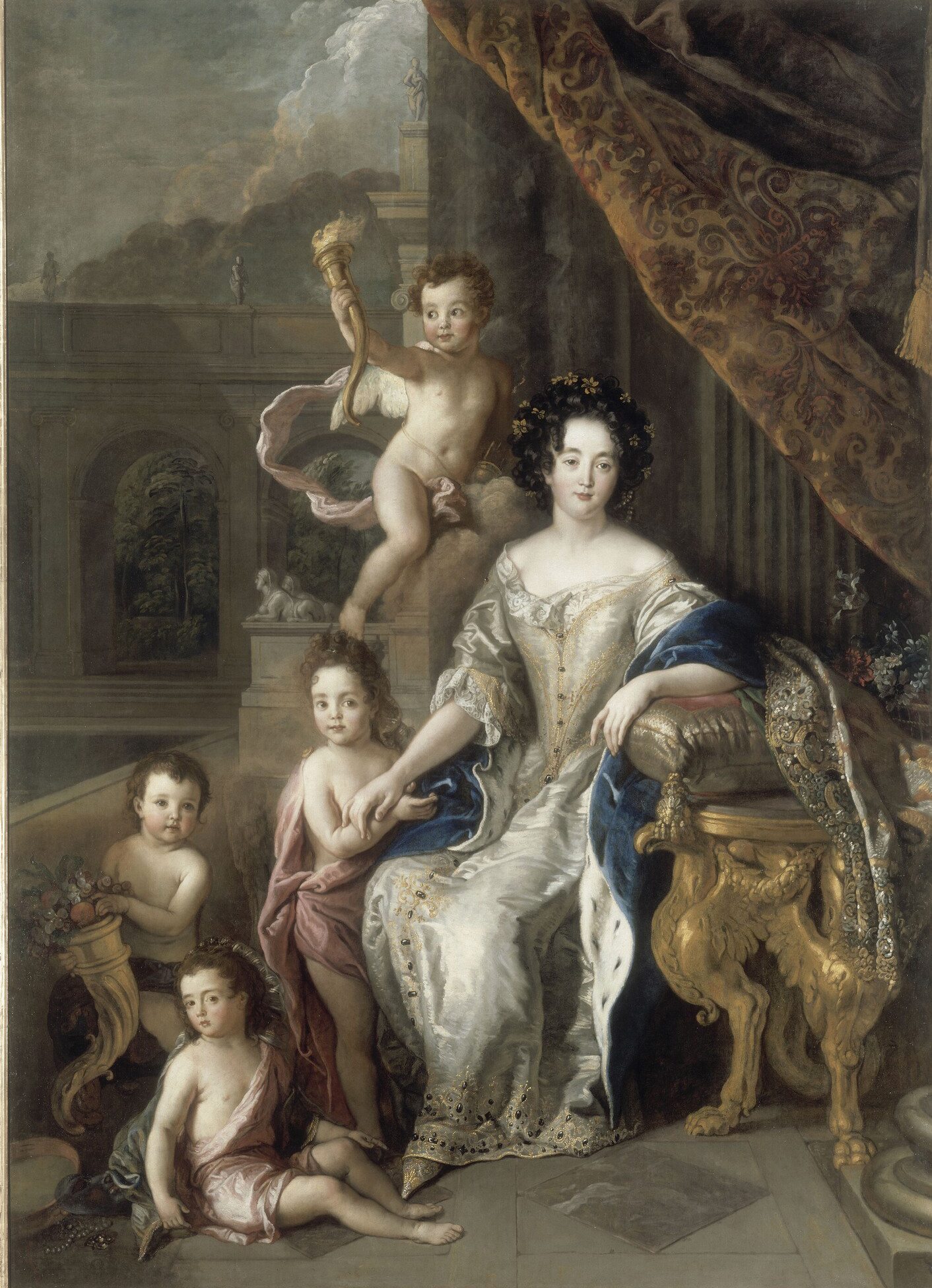
Атенаис де Монтеспан с детьми

Поместье Кланьи близ Версаля было приобретено королём в 1665 г. В 1674 году Людовик XIV для своей официальной фаворитки маркизы де Монтеспан решает построить дворец. Вначале к работам привлекли Антуана Лепотра. Но его проект не понравился влиятельной заказчице. По протекции Жана-Батиста Кольбера проектирование поручают 28-летнему Ж. Ардуэну-Мансару. 22 мая 1674 он представил план замка. 12 июня были начаты строительные работы. В августе 1675 дворец посетила мадам де Севинье, следующим образом описавшая его дочери: «Мы были в Кланьи, и что я скажу Вам о нём? Это — дворец Армиды. Дом растет на глазах, сады уже готовы». Приблизительно в то же время состоялся и визит Людовика XIV с королевой Марией-Терезией, мадам де Монтеспан и Великим Дофином с супругой. К 1680 году строительные работы в основном были завершены.

## Архитектура
Дворец, выполненный в «большой манере», состоящий из центрального павильона под четырёхгранным куполом, двухэтажных крыльев, охватывающих курдонёр, увенчанных мансардной кровлей, и одноэтажных боковых галерей, располагался на террасе. По бокам его находились два партера (цветочный, со стороны оранжереи, и газон с другой стороны), а за партерами — боскеты из высоких деревьев. Вдоль фасада дворца проходила широкая аллея, а перед фасадом расстилался продолговатый партер. Он был охвачен двумя террасами и заканчивался у широкого пруда Кланьи, который служил резервуаром для версальских фонтанов. По обе стороны партера лежали густые боскеты из стриженой зелени. Во дворце, кроме двухъярусного центрального салона, Ардуэном-Мансаром была создана галерея, послужившая в дальнейшем образцом для оформленных им же галереи Аполлона в Лувре, а затем — Зеркальной галереи Версаля. Эта галерея запечатлена на одном из знаменитых портретов фаворитки.

## Упадок
После «дела о ядах» «султанша» начала терять расположение короля и всё реже и реже появлялась в Кланьи. Несмотря на охлаждение к ней, монарх формально подарил ей поместье в 1685 году, главным образом ради их любимого старшего сына. В июне 1692 году мадам де Монтеспан ушла в монастырь. В 1707 году после её смерти владельцем Кланьи стал Луи-Огюст де Бурбон, герцог Мэнский. В 1766 году поместье вернулось к Короне. К этому времени здание, оценённое мадам де Севинье в два миллиона ливров, на строительстве которого была занята 1200 рабочих, очень пострадало от пренебрежения и сырости в результате сорокалетнего запустения.

## Снос
Город Версаль между тем рос, и квартал Нотр-Дам вплотную приблизился к поместью. После вспышки малярии в 1736 году пруд Кланьи, как источник болезни, было решено засыпать. Людовик XV выделил 11 гектаров парка Марии Лещинской. Очень религиозная королева устроила на этих землях монастырь урсулинок. К 1769 году замок Кланьи был разобран. Часть камня пошла на строительство соседнего монастыря, возводившегося с 1767 до 1772 год по проекту Ришара Мика. Новый комплекс, помимо собственно монастыря, включал воспитательный дом для молодых девушек и корпус для приёма пожилых лиц. Ныне монастырь королевы является лицеем Ош. Остатки парка фаворитки «короля-солнца» были уничтожены во времена Второй Империи.